# Xu Chao
Pour les articles homonymes, voir Xu, Chao et Xu Chao (joueur de xiangqi).
Dans ce nom chinois, le nom de famille, Xu, précède le nom personnel Chao.
 (janvier 2025).
Si vous disposez d'ouvrages ou d'articles de référence ou si vous connaissez des sites web de qualité traitant du thème abordé ici, merci de compléter l'article en donnant les références utiles à sa vérifiabilité et en les liant à la section « Notes et références ».
Xu Chao, né le 5 novembre 1994 à Shanghaï où il meurt le 10 novembre 2024, est un coureur cycliste chinois, spécialiste de la piste.

## Palmarès sur piste

### Jeux olympiques
- Rio 2016
  - 6e de la vitesse individuelle
- Tokyo 2020
  - 17e de la vitesse individuelle
  - 27e du keirin

### Championnats du monde
- Cali 2014
  - 12e de la vitesse par équipes
  - 21e de la vitesse
- Saint-Quentin-en-Yvelines 2015
  - 12e de la vitesse par équipes
  - 18e de la vitesse
- Londres 2016
  - 9e de la vitesse par équipes
  - 12e de la vitesse individuelle[3]
  - 13e du keirin[4]
- Hong Kong 2017
  - 8e de la vitesse par équipes[5]
  - 20e de la vitesse individuelle (éliminé en seizième de finale)[6]
- Pruszków 2019
  - 9e[7]
  - 24e de la vitesse (éliminé en seizième de finale)[8]

### Coupe du monde
- 2015-2016
  - 2e de la vitesse à Hong Kong
- 2018-2019
  - 3e de la vitesse à Hong Kong

### Championnats d'Asie
- New Delhi 2013
  -  Champion d'Asie de vitesse par équipes (avec Hu Ke et Tang Qi)
- Astana 2014
  -  Médaillé d'argent de la vitesse par équipes
- Nakhon Ratchasima 2015
  -  Médaillé de bronze de la vitesse par équipes
- Izu 2016
  -  Médaillé d'argent du keirin
  -  Médaillé d'argent de la vitesse
  -  Médaillé d'argent de la vitesse par équipes
- Jakarta 2019
  -  Médaillé d'argent de la vitesse par équipes

### Jeux asiatiques
- Incheon 2014
  -  Médaillé d'argent de la vitesse par équipes
- Jakarta 2018
  -  Médaillé d'or de la vitesse par équipes (avec Li Jianxin et Zhou Yu)